# Gustav Johann Billberg
Gustav Johann Billberg (Karlskrona, Suécia, 14 de junho de 1772 – Estocolmo, 26 de novembro de 1844) foi um botânico, zoólogo e anatomista sueco.

## Biografia
Billberg era um jurista de formação. Exerceu esta  carreira  interessando-se  ao mesmo tempo pelas ciências naturais, que lhe valeu uma reputação de diletante. Esta reputação foi somada com a de conspirador, que desabilitou seus esforços no sentido de eleger   Carl Peter Forsberg (1793-1832),  filho adotivo de seu amigo Carl Peter Thunberg (1743-1828), para a Academia Real das Ciências da Suécia.
Em 1796 casou-se com  Margareta Ferelius, e posteriormente com Helena Maria Ehinger num segundo casamento, em  1801.
Billberg foi o fundador da Sociedade Linneana de Estocolmo e  membro de diversas academias científícas, incluindo a Academia das Ciências da Rússia, onde ingressou em 19 de abril de 1820.
Entre 1812 e 1822 participou na obra de Johan Wilhelm Palmstruch (1770-1811), "Svensk Botanik", produzindo algumas ilustrações.
O gênero Billbergia da família das Bromeliaceae foi nomeado em sua honra por Carl Peter Thunberg (1743-1828) em 1821.

## Obras
- Ekonomisk botanik (1815-1816).
- Enumeratio insectorum in museo (1820).
- Synopsis Faunae Scandinaviae (1827).